# Cyaniris mindanensis
Cyaniris mindanensis är en fjärilsart som beskrevs av John Nevill Eliot och Kawazoé 1983. Cyaniris mindanensis ingår i släktet Cyaniris och familjen juvelvingar. Inga underarter finns listade i Catalogue of Life.